# Маленькая хозяйка большого дома
Маленькая хозяйка большого дома (англ. The Little Lady of the Big House) — роман американского писателя Джека Лондона, созданный в 1915 году, впервые опубликован в 1916 году. Написано произведение в жанре трагической прозы.
Джек Лондон написал более двухсот рассказов, а также множество романов и повестей. Он известен в большей мере как автор произведений приключенческого жанра, но «Маленькая хозяйка большого дома», по мнению самого писателя, — его лучшее творение. Роман был создан в последние годы жизни автора и поэтому отличается характерными для того периода творчества сентиментально-трагическими мотивами.
В основу сюжета положен «любовный треугольник». Роман посвящён любви и её влиянию на человека. Главными героями романа являются Паола Дестен, Дик Форрест и Ивэн Грэхем. События в романе развиваются в штате Калифорния. Роман затрагивает вопросы благородства, чести, предательства, интриг.
В романе также присутствует вторая сюжетная линия, где рассказывается о детстве главного героя, Дика Форреста, который решил уйти из дома в раннем возрасте и отправился скитаться по миру. Финал романа расценивается многими как неоднозначный. 

## Главные герои
Дик Форрест, сын богатых родителей, успешный и очень состоятельный человек, удачно женат на Паоле. Они идеальная пара, прекрасно дополняют друг друга. Оба обладают массой талантов и являются владельцами обширных участков земли, где занимаются селекцией зерновых культур и разведением лошадей. Несмотря на то, что в их подчинении находятся люди, Дик и Паола зачастую сами принимают участие в работе. Женщина объезжает молодых скакунов, а муж её разрабатывает и создаёт различные машины, которые помогают орошать и засевать поля. Он полностью погружён в работу, но всё же не прочь иногда развлечься и, как говорит жена, иногда заигрывается в карты до чёртиков. Для личного общения наедине у супругов не так уж много времени: он рано просыпается и начинает работу ещё в постели, а Паола с детства страдает бессонницей и часто засыпает только к утру. Но в 11 у Дика бывают свободные минуты, и она часто навещает его в это время. Живут они в огромном поместье, именуемом «Большим домом», в котором всегда гостит куча народа, поэтому никогда не скучают.
Однажды к ним приезжает давний друг Дика Ивэн Грэхем. В силу обстоятельств они с Паолой проводят много времени вместе и, естественно, гость проникается чувством к хозяйке дома. Он восхищается красотой, умом и величественным обаянием Паолы, поскольку она предстаёт перед ним ребячливой и озорной, как девчонка, и вместе с тем мудрой, благородной, изысканной, с чувством гордости и такта. Ивэн открывает свои чувства Паоле, и та понимает, что влюблена в него и не может более относиться к нему по-приятельски. Её начинают терзать душевные переживания из-за разрыва между любовью и преданностью к мужу, ставшему для неё смыслом всего, и страстью к Ивэну — человеку, внёсшему в её жизнь столько радости и давно позабытых чувств и эмоций. Дик догадывается обо всём, но, как любящий муж, решает пойти на шаг, который облегчил бы влюблённым жизнь. Паола же, испытывая чувство вины перед ним, долго не может выбрать: остаться верной своему супругу или уехать с Ивэном. Поэтому она решается на поступок, который должен избавить всех от страданий.

## История создания
Джек Лондон прожил очень насыщенную и интересную жизнь, полную разнообразных событий и впечатлений. За свои 40 лет он побывал почти в каждой точке Северной Америки, испытал на себе морозы Аляски и палящее солнце Соломоновых островов.
В каждое из своих произведений Лондон вложил частичку себя, он описывал черты и характеры людей, встречающихся ему на жизненном пути. Все персонажи Джека Лондона наделены мужеством, честью, благородством и упорством, жизнелюбием, чувством товарищества и стремлением к справедливости.
В романе «Маленькая хозяйка большого дома» автор описал свои мечты и стремления в те тяжёлые годы буржуазной Америки, когда Калифорния казалась единственным местом спасения. Джек Лондон и сам в последние годы перебрался с семьёй жить в Калифорнию, где и производил подобные опыты (описанные в романе) по выращиванию зерновых культур и по скрещиванию и выведению скаковых лошадей.
Роман написан в жанре, не свойственном автору, поэтому после публикации он был встречен весьма нелестными отзывами у современников Лондона. Но Джек Лондон как-то сказал репортёру: «„Маленькая хозяйка“ — это то, к чему я стремился всю свою писательскую жизнь, ведь эта книга так непохожа на то, что я создавал прежде.».

## Экранизации
- Маленькая хозяйка большого дома (The Little Fool) — 1921 г., страна США, продолжительность 60 мин.